# Pelirrojo

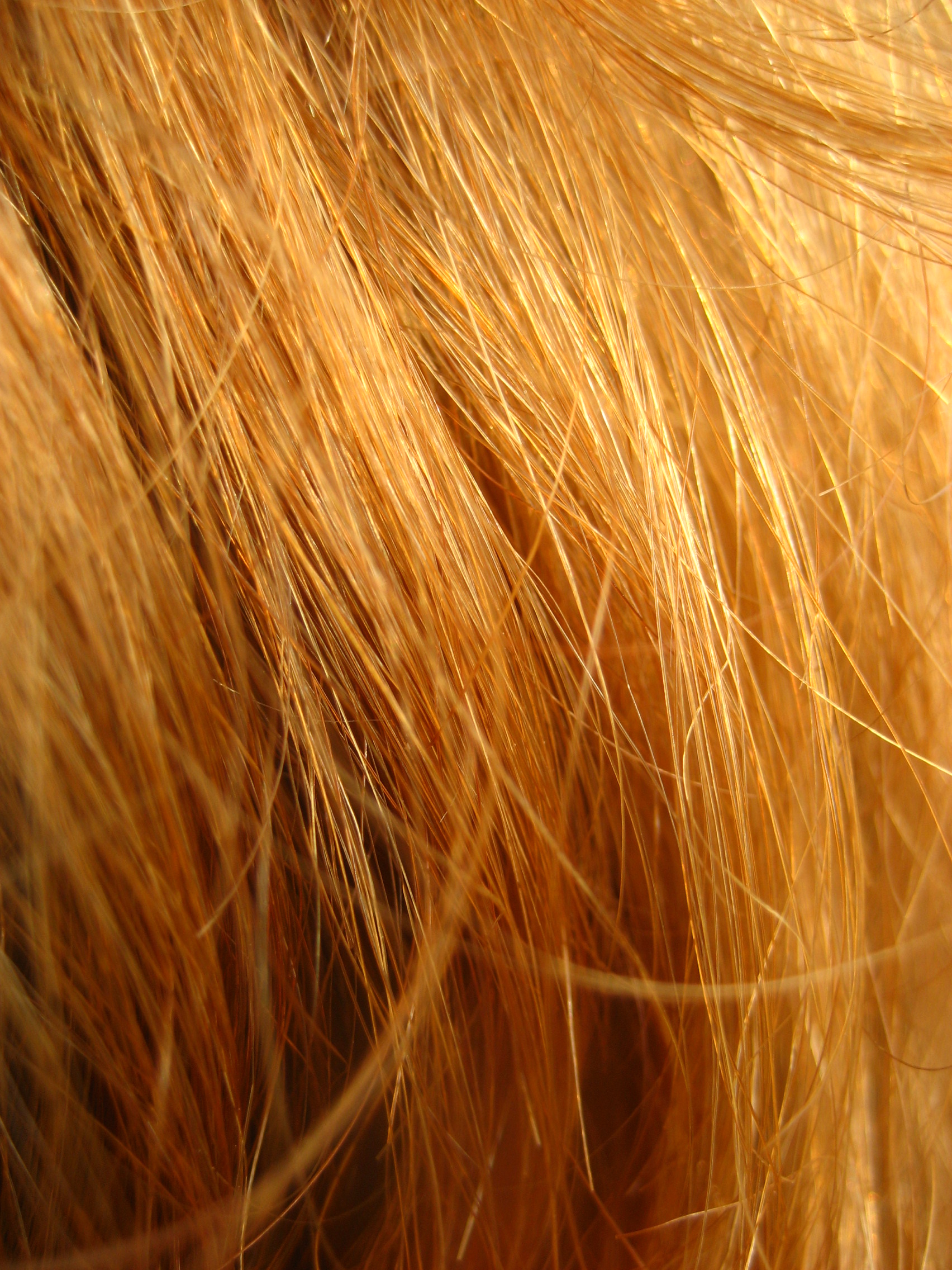
Imagen de un cabello pelirrojo.

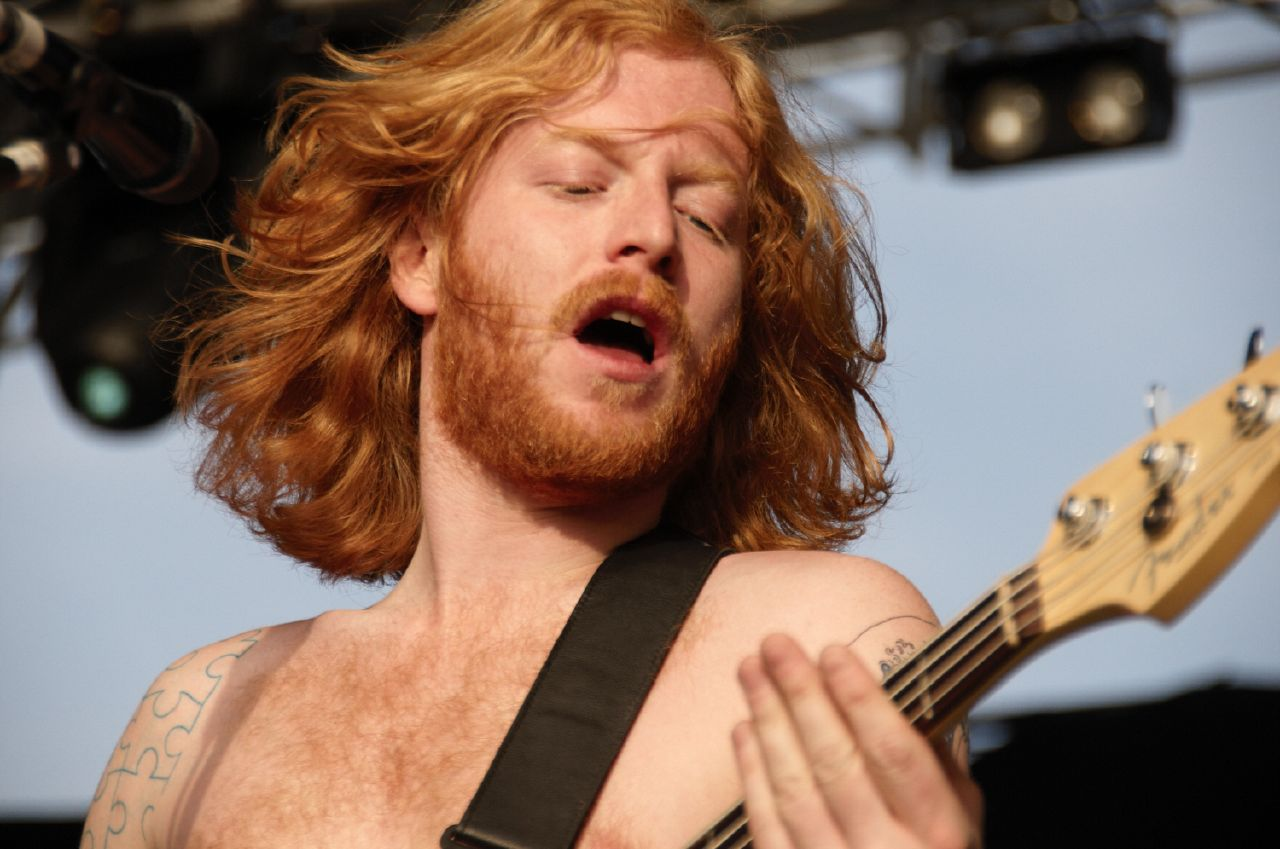
James Johnston, bajista pelirrojo de la banda Biffy Clyro.

Pelirrojo es la característica de poseer cabello de color anaranjado rojizo, debido a la producción de muy poca eumelanina, de color castaño oscuro o negro-rubio claro, resultando en un cabello rubio claro, y de feomelanina (fotosensible; esta no le otorga un color sólido, sino «translúcido»), de color rojo o granate-rosado claro, dando lugar al característico color anaranjado de pelo. Las diversas tonalidades de cabello pelirrojo varían según la cantidad y concentración de los dos tipos de melanina, siendo de más claro a más oscuro: pelirrojo rosado, rubio fresa, jengibre, cobrizo, tiziano y castaño claro rojizo. Sin embargo, a pesar de que el orden de tonos de más claro a más oscuro sería aproximadamente así, por ejemplo, un tono cobrizo claro es más claro que un tono rubio fresa oscuro, debido a que el tono resulta de la combinación de los dos tipos de melanina. 
El color pelirrojo se esconde cuando hay presencia de una mayor cantidad de eumelanina. La presencia de pelirrojos es únicamente dada en caucasoides o poblaciones caucásicas y generalmente está asociada a una pigmentación más clara, presencia de pecas, aunque no siempre, y una mayor propensión a melanomas y otros trastornos cutáneos; y está relacionada con el color verde, avellana y amarillo (ámbar) de ojos, debido a la presencia de feomelanina, siendo amarilla en el caso de los ojos, la cual recibe también el nombre de lipocromo. La posesión de cabellera rojiza parece trasmitirse como carácter recesivo monómero ante cualquier otro color de pelo, debido a que es necesaria la presencia de dos genes: la versión mutada del gen KITLG, que provoca una menor pigmentación de eumelanina, responsable del cabello rubio, y del gen MC1R o receptor de melanocortina-1, que permite que el cuerpo pueda producir los dos tipos de melanina en pelo, ojos y piel. La probabilidad de ser pelirrojo es marcadamente baja (0.64 % en el mundo), ya que es necesario poseer el gen responsable del cabello rubio (16 %) y el gen MC1R (4 %). Esta característica puede denominarse rutilismo o eritrismo.
La mayor frecuencia de pelirrojos se encuentra en Escocia, Irlanda, Reino Unido, Noruega, Islandia, Dinamarca, oeste de Suecia, Estados Unidos, Australia, norte de Alemania, Países Bajos, Bélgica de España, de Italia y de Francia, es decir, en todas las zonas del noroeste y norte del sur de Europa y las antiguas colonias británicas, siendo característica la presencia de antepasados vikingos o celtas entre la población actual. En Escocia, hasta el diez por ciento de la población es pelirroja y el cuarenta por ciento tiene el gen recesivo. Irlanda tiene el segundo porcentaje más alto, el diez por ciento de la población tiene el pelo rojizo y el cuarenta y seis por ciento tiene el gen recesivo. En la región del Rif (Marruecos) y en Kazán (Rusia) también es característica la frecuencia de personas que poseen cabelleras pelirrojas (casi el diez por ciento de la población es pelirroja) y también hay un gran número de personas rubias, debido a las migraciones europeas y al aislamiento de estos grupos humanos.

## Distribución geográfica
Varios relatos de escritores griegos mencionan personas pelirrojas. Un fragmento del poeta Jenófanes describe a los tracios como de ojos azules y cabello rojo. El autor griego también informa que los pueblos antiguos Budini y Sármatas eran de ojos azules y pelirrojos, y estos últimos incluso le deben sus nombres.
En Asia, se ha encontrado cabello rojo o castaño rojizo entre los antiguos tocarios, que ocuparon la cuenca del Tarim en lo que ahora es la provincia más al noroeste de China. Se han encontrado momias de Tarim con cabello rojo que datan del segundo milenio antes de Cristo.

### Norte y noroeste de Europa

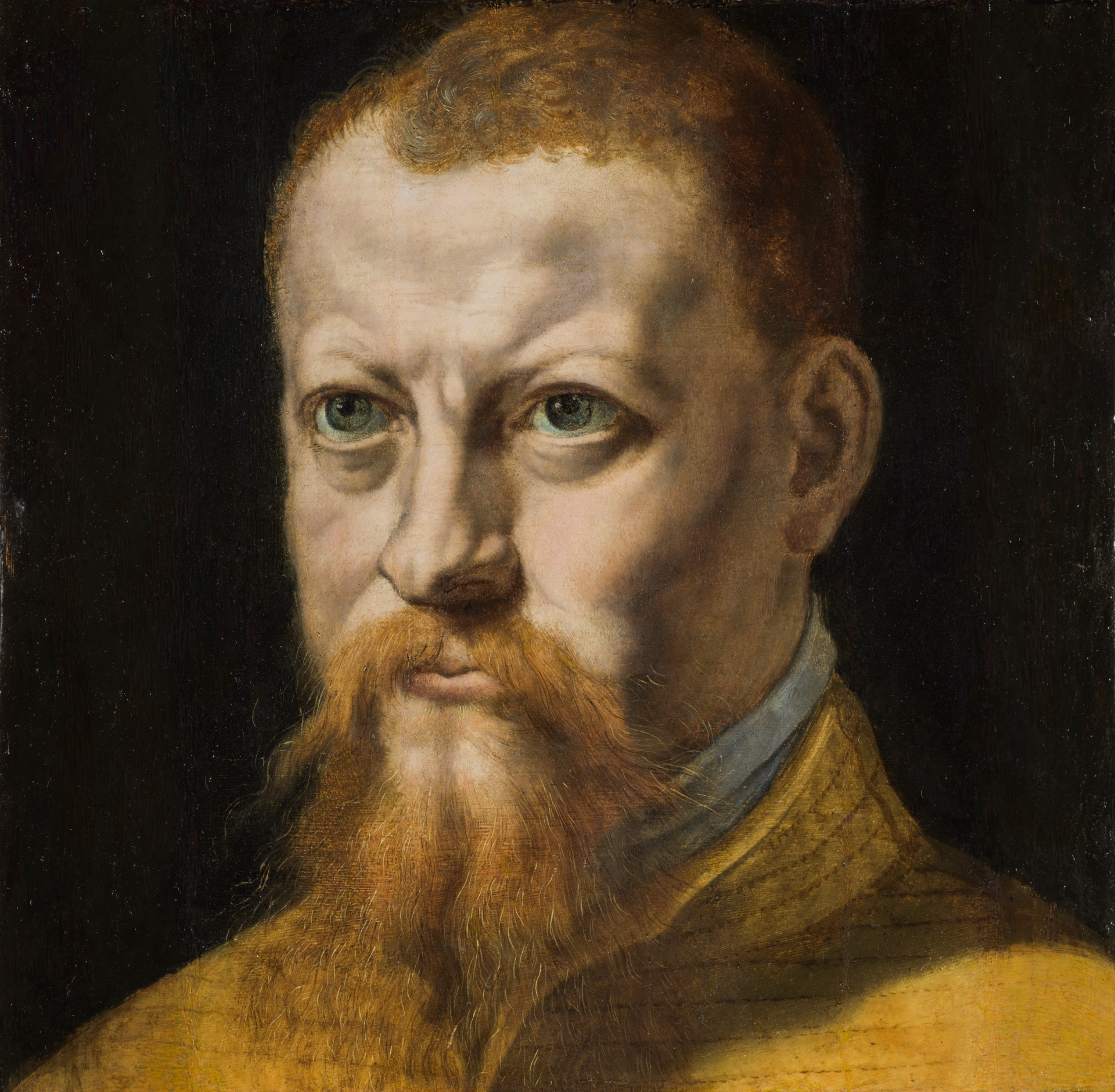
Retrato del pintor Pedro de Campaña, de origen flamenco que trabajó en Sevilla y Córdoba en el.

El cabello rojo se encuentra más comúnmente en las franjas norte y oeste de Europa; se centra en las poblaciones de las islas británicas y se asocia particularmente con las naciones celtas. Irlanda tiene el mayor número de pelirrojos per cápita del mundo, con un porcentaje de pelirrojos de alrededor del 10 %.

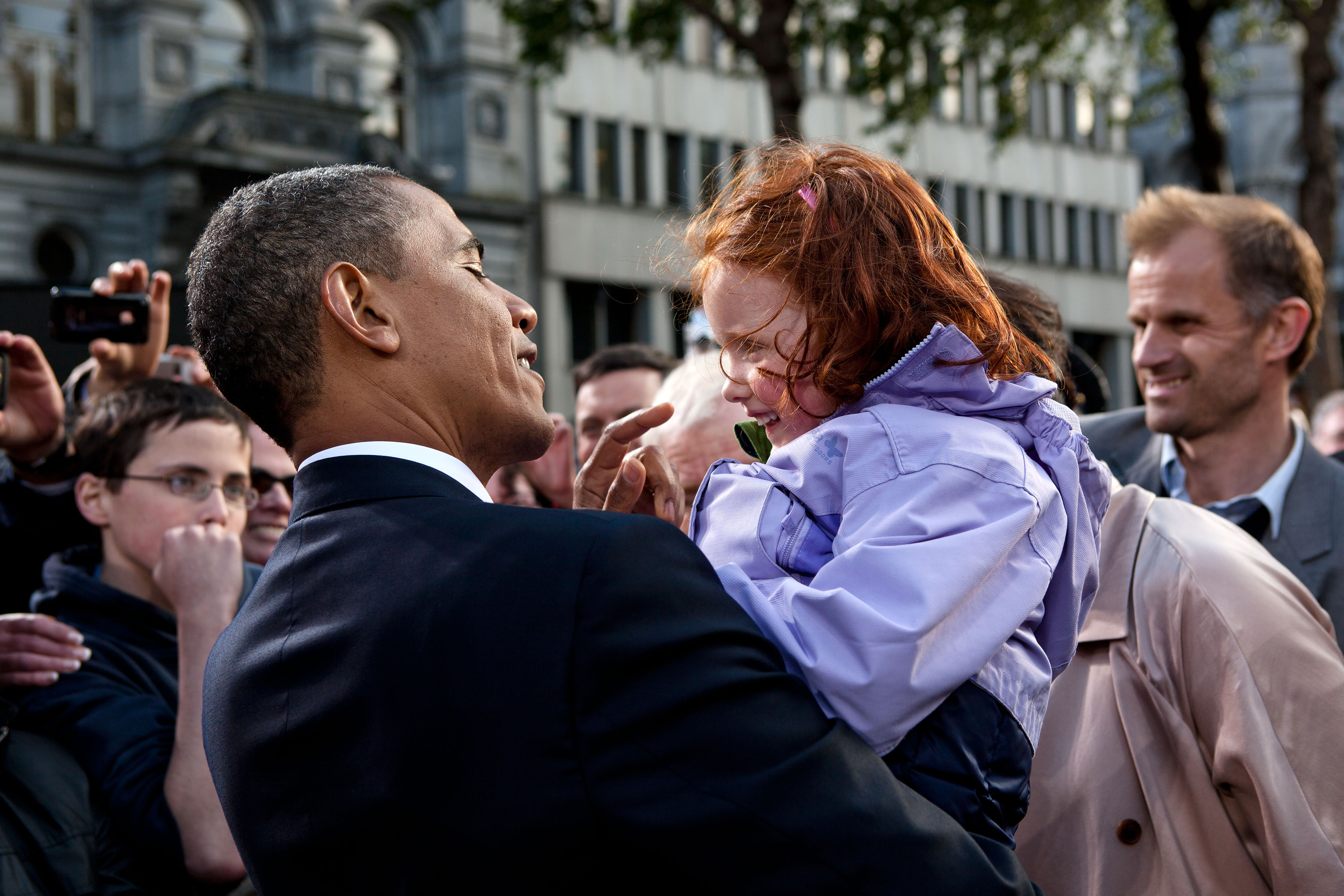
Barack Obama sostiene una niña pelirroja en Dublín

Gran Bretaña también tiene un alto porcentaje de personas pelirrojas. En Escocia, alrededor del 6% de la población es pelirroja, con la mayor concentración de pelirrojos del mundo en Edimburgo, lo que la convierte en la capital mundial de los pelirrojos. Pudiendo ser hasta el cuarenta por ciento de la gente en dicha ciudad. En 1907, el estudio más grande jamás realizado sobre el color del cabello en Escocia, que analizó a más de 500 000 personas, encontró que el porcentaje de escoceses con cabello rojo era del 5,3 %. Un estudio de 1956 sobre el color del cabello entre los reclutas del ejército británico también encontró altos niveles de cabello rojo en Gales y en los condados fronterizos escoceses de Inglaterra.En un estudio en los Países Bajos con 1214 holandeses se encontró que el 3.3 % de las mujeres era pelirroja.

### Europa del Este

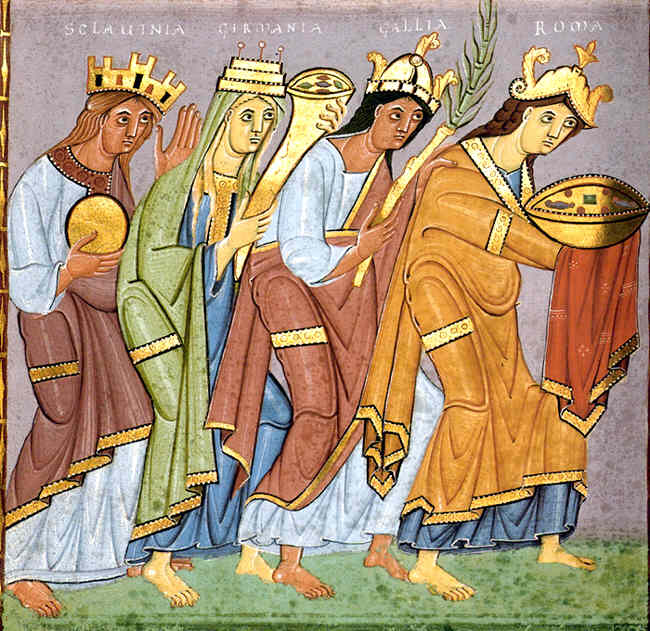
Izquierda, representación de una eslava temprana, 990 dC

Los escritores bizantinos, Jordanes y Procopius describieron a los primeros pueblos eslavos como de cabello y tono de piel rojizos. Más tarde, en el siglo X, las poblaciones eslavas del sur tendrían el cabello y el tono de piel más oscuros, ya que los eslavos asimilaron a los habitantes indígenas de los Balcanes, incluidos los pueblos griegos e ilirios.
A finales del siglo XVIII, los etnógrafos consideraban que los udmurtos de la región del Volga en Rusia eran "los hombres más pelirrojos del mundo". La región del Volga todavía tiene uno de los porcentajes más altos de personas pelirrojas.
El cabello rojo también se encuentra entre las poblaciones judías Ashkenazi. En 1903, el 5,6% de los judíos polacos eran pelirrojos. Otros estudios han encontrado que el 3,69% de las mujeres judías en general tenían el pelo rojo, pero alrededor del 10,9% de todos los hombres judíos tienen barba roja. El estereotipo de que el cabello rojo es judío permanece en partes de Europa del Este y Rusia.

### Europa del sur

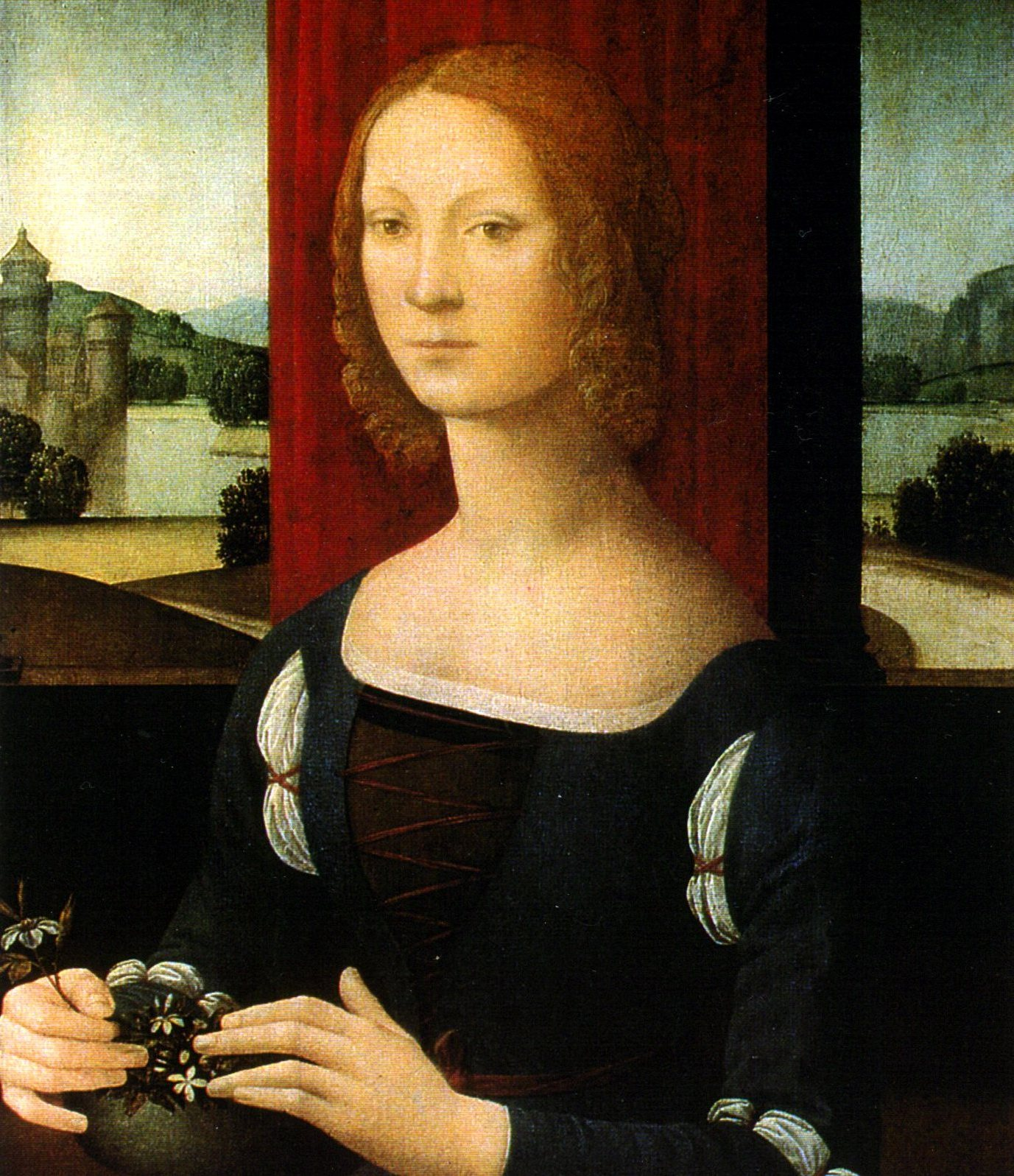
La famosa noble italiana de pelo rojo Caterina Sforza era de Milán, al norte de Italia.

En Italia, el cabello rojo se encuentra con una frecuencia del 0,57% de la población total, sin variación en la frecuencia entre las diferentes regiones del país. En Cerdeña, el pelo rojo se encuentra con una frecuencia del 0,24% de la población. En Italia, el cabello rojo se asoció con los judíos italianos, y Judas fue representado tradicionalmente como pelirrojo en el arte italiano y español.

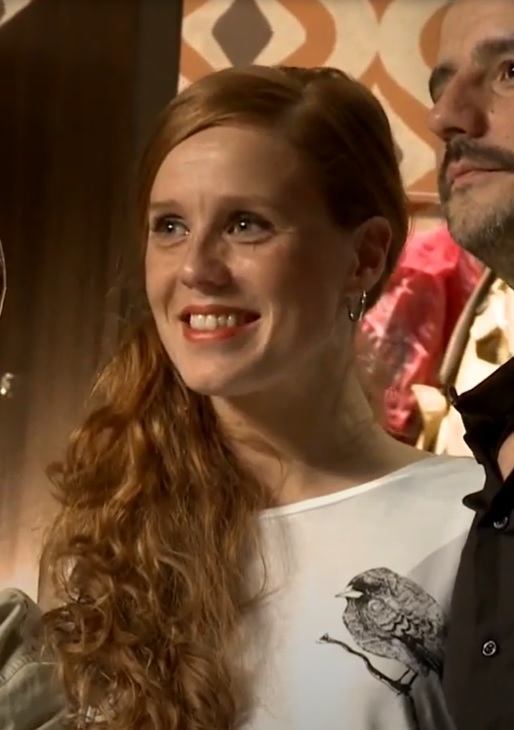
María Castro, actriz y ex-gimnasta nativa de Galicia, antigua colonia celta del norte de España.

En España, las personas pelirrojas son el 3%, aunque en regiones del norte, cómo Galicia, hay un alto porcentaje de personas pelirrojas en comparación con el resto del país, debido principalmente a que fue bastión de varios pueblos celtas y nórdicos.  En la cultura europea, antes del siglo XX, el pelo rojo a menudo se consideraba un rasgo estereotipado judío: durante la Inquisición española, todos los que tenían el pelo rojo eran identificados como judíos.

### Norte de África y Mediterráneo

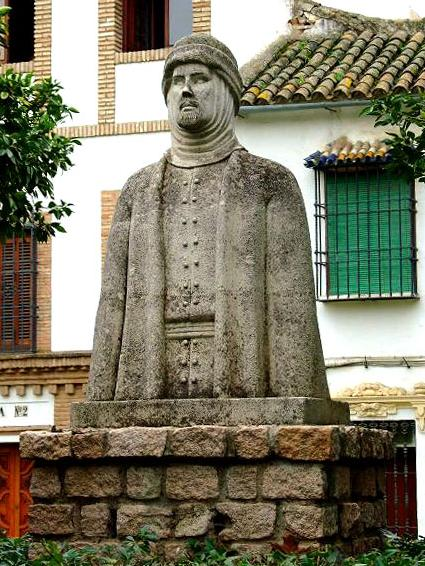
Busto del califa Alhaken II, el cual es descrito con cabello rubio-cobrizo, al igual que su padre, el también califa Abderramán III cuyas madre y abuela eran damas vasconas. Ambos utilizaban tintes para oscurecer su cabello y barba para tener una apariencia más árabe.

Las poblaciones bereberes de Marruecos y el norte de Argelia tienen pelirrojos ocasionales. La frecuencia del pelo rojo es especialmente significativa entre los rifeños de Marruecos y los cabilas de Argelia.

### Asia
En Asia, el cabello rojo se puede encontrar entre algunos pueblos afganos,
Se han obtenido varias muestras preservadas de cabello humano de un cementerio de la Edad del Hierro en Jakasia, Siberia del Sur. Muchas de las muestras de cabello parecen de color rojo, y un cráneo del cementerio tenía un bigote rojo preservado. Se han descubierto restos humanos antiguos descritos con cabello rojo o castaño en varias partes de Asia, incluidas las momias Tarim de Xinjiang, China.
En fuentes chinas, los antiguos kirguises se describían como personas de piel clara, ojos verdes o azules y cabello rojo con una mezcla de rasgos europeos y asiáticos orientales. En el Libro de Wei, el autor chino Wei Shou señala que Liu Yuan medía más de 6 pies de alto y tenía mechones de cabello rojo en su larga barba. El pueblo étnico Miao de China se registra con el pelo rojo. Según F.M Savina de la Sociedad Misionera Extranjera de París, la apariencia de los Miao era de color amarillo pálido en la tez de la piel, casi blanca, el color del cabello a menudo era marrón claro u oscuro, a veces incluso rojo o rubio como la seda de maíz, y algunos de incluso tienen ojos azul claro. Un estudio de fenotipo de la gente Hmong muestra que a veces nacen con el pelo rojo.
Hay otros ejemplos de cabello rojo entre los primeros pueblos túrquicos. Se decía que Muqan Qaghan, el tercer Qaghan del Turkic Khaganate, tenía cabello rojo y ojos azules. El pueblo Kipchak era un grupo étnico turco de Asia central que sirvió en las fuerzas militares de la Horda Dorada después de ser conquistado por los mongoles. En el documento histórico chino Kang mu, el pueblo Kipchak se describe como pelirrojo y de ojos azules.
Debido a emigraciones e invasiones procedentes del norte de Europa, se encuentran pelirrojos en todo el continente europeo. La aparición de pelirrojos en muchas poblaciones se ha asociado a antepasados vikingos, celtas, germánicos. Debido a la emigración europea desde el siglo XVI hasta el siglo XX, los pelirrojos pueden encontrarse en países fuera de Europa, principalmente en Estados Unidos, Australia, Nueva Zelanda  y Canadá.

### América
Argentina tiene la quinta población más pelirroja de América representando el 1,5% y en Canadá representa el 5%.
Notable es el caso de Lionel Messi, de pelo oscuro, pero con barba notoriamente “colorada”, sin mediar ningún teñido. Además varias personas pelirrojas son personas notables, como es el caso del político chileno Rojo Edwards de ancestros ingleses o la escritora Francisca Solar, debido a que Chile recibió una población considerable de pelirrojos debido a su inmigración británica.
Aunque en América los pelirrojos también sintieron estigmas o prejuicios, en Estados unidos muchos se opusieron a la llegada de irlandeses porque eran pelirrojos y católicos según el profesor Jorge Majfud.

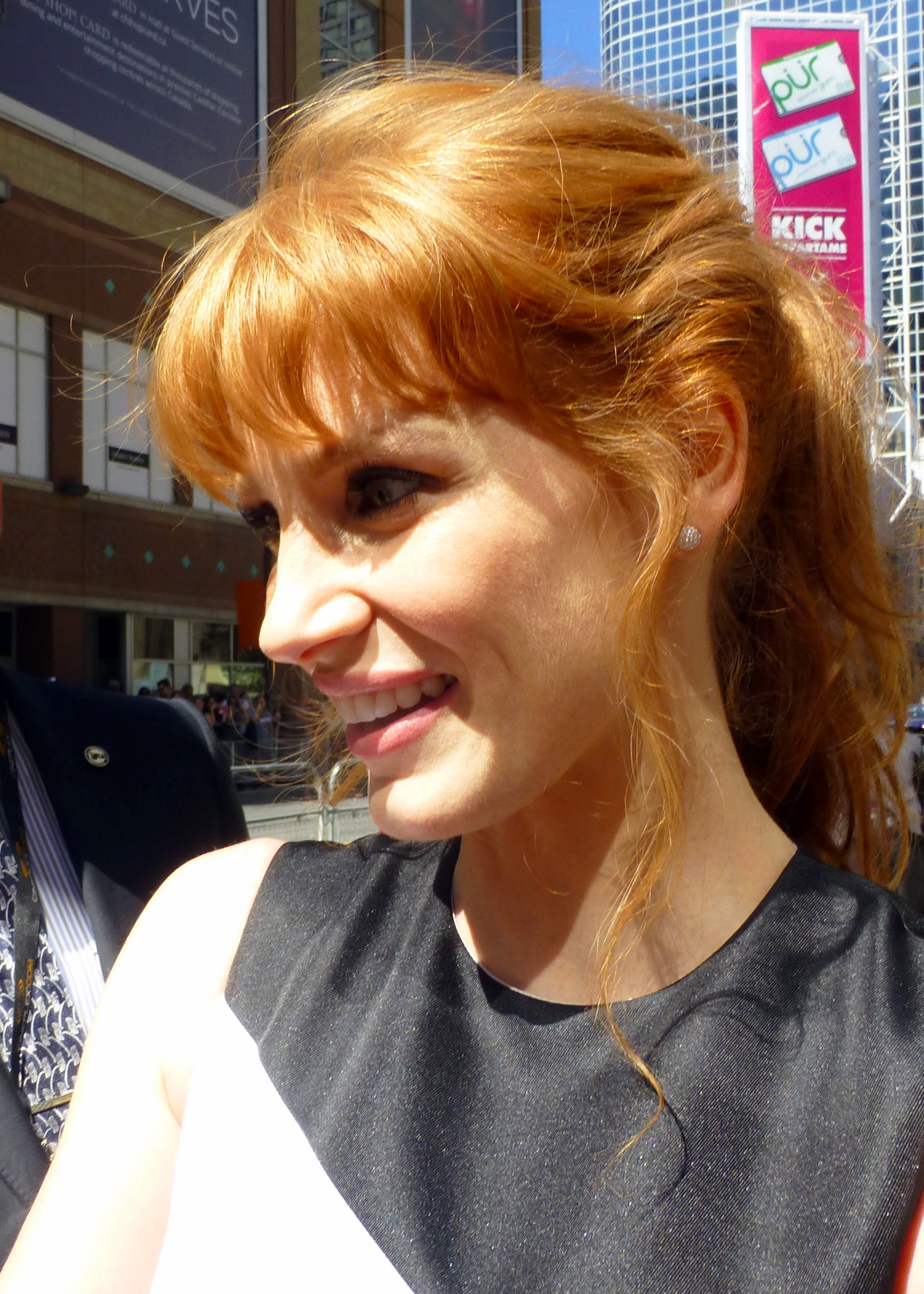
Actriz Jessica Chastain. Tono Cobrizo

## Bioquímica

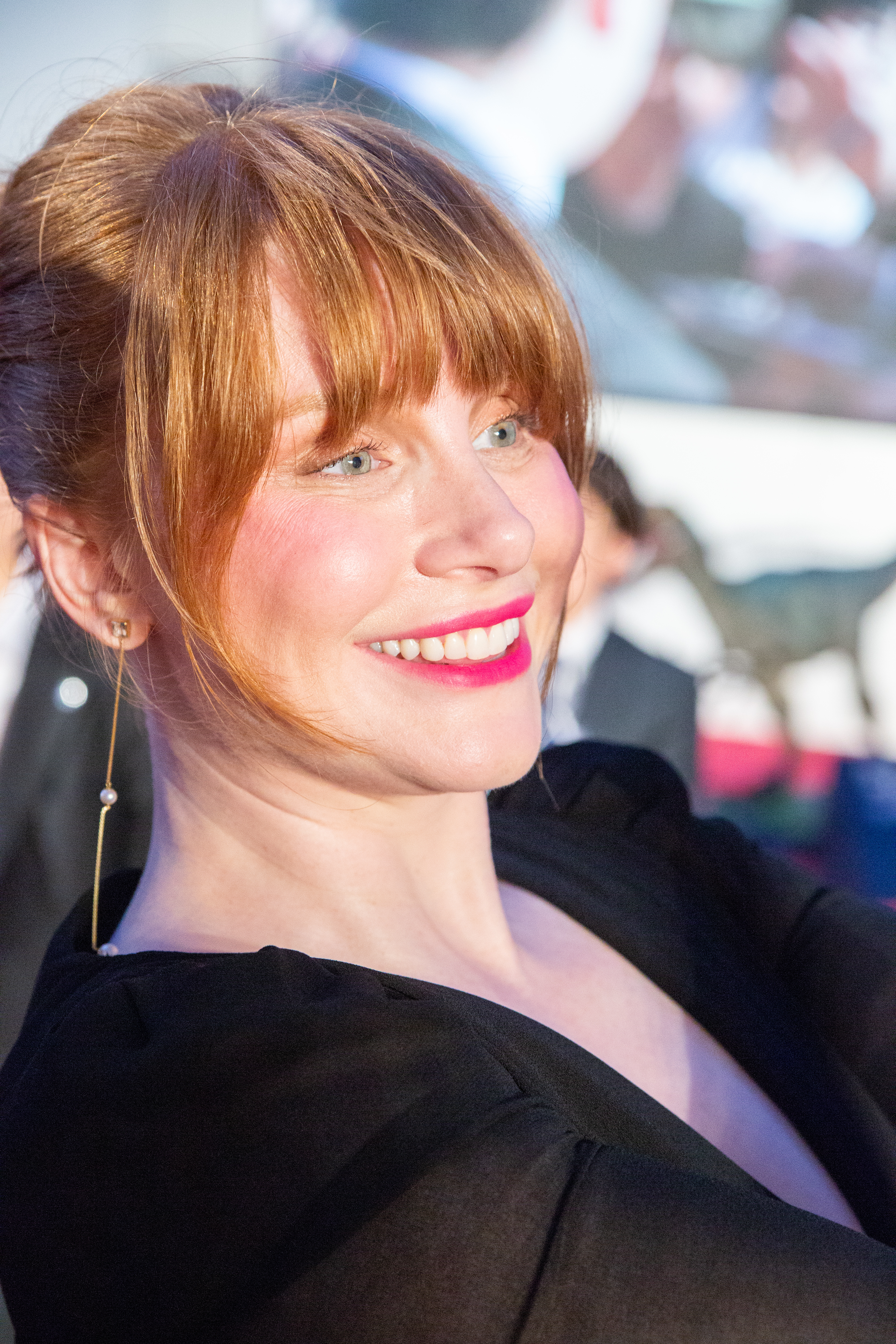
Bryce Dallas Howard. Tono tiziano

Habría que tener en cuenta que la coloración del pelo puede variar a lo largo de la vida y también estaría relacionada con la exposición al sol. En 1997 se descubrió su bioquímica y parece que se asociaría a la producción de muy poca eumelanina, de color castaño oscuro o negro-rubio claro, resultando en un cabello rubio claro, y de feomelanina (fotosensible), de color rojo o granate-rosado claro, dando lugar al característico color anaranjado de pelo. Nacer con cabellera pelirroja es bastante complicado, debido a que es necesario ser portador de los alelos homocigotos recesivos |aa| del gen KITLG (siendo |A| dominante, responsable del cabello oscuro, y siendo |a| recesivo, responsable del cabello rubio) y también ser portador de los alelos homocigotos recesivos |bb| del gen MC1R (siendo |B| dominante, que anula la producción de feomelanina, y |b| recesivo, que permite la producción de los dos tipos de melanina). Todos los pelirrojos presentan variantes en la región MC1R del cromosoma-16, y en la región KITLG del cromosoma-12 (este último lo comparten con los rubios).

## Evolución del cabello pelirrojo
Se podría sugerir que echó raíces en pequeñas comunidades fundadoras y se extendió (en otras palabras, deriva genética). También podría sugerir que el cabello pelirrojo, como el cabello rubio, tiene diferentes raíces genéticas en diferentes áreas. Pero sean cuales sean las causas evolutivas del cabello pelirrojo, su difusión en Europa tuvo poco que ver con su posible atractivo innato y mucho que ver con el éxito de los conquistadores pastores de las estepas que portaban estos genes.
El cabello rojo es el color de cabello natural más raro en los humanos. La piel que no se broncea asociada con el cabello rojo puede haber sido ventajosa en los climas del extremo norte donde la luz solar es escasa. Los estudios de Bodmer y Cavalli-Sforza (1976) plantearon la hipótesis de que una pigmentación más clara de la piel previene el raquitismo en climas más fríos al fomentar niveles más altos de producción de vitamina D y también permite que el individuo retenga el calor mejor que alguien con piel más oscura. En 2000, Harding et al. concluyó que el cabello rojo no es el resultado de una selección positiva sino de la falta de selección negativa. En África, por ejemplo, se rechaza el pelo rojo porque los altos niveles de sol dañan la piel pálida. Sin embargo, en el norte de Europa esto no sucede, por lo que los pelirrojos pueden volverse más comunes a través de la deriva genética.
La aparición del cabello pelirrojo es debida, al igual que la del rubio, a la adaptación al entorno por mutaciones, permitiendo la migración de los pueblos europeos al norte de Europa. En orden cronológico, la aparición de colores más claros de cabello, ojos y piel es la siguiente: al establecerse alrededor del Mar Mediterráneo los primeros humanos europeos eran de piel clara-media, pelo negro o castaño oscuro y ojos marrones, posteriormente y en sentido sudeste-noroeste, estos fueron migrando al norte de los actuales países del sur de Europa y fueron apareciendo los primeros tonos castaños medios y claros de pelo, ojos pardos o marrones claros y la piel se fue aclarando, a continuación, los grupos de humanos llegaron al centro y norte de Europa, la mutación del gen KITLG ocasionó la aparición de los primeros rubios, ojos azules y grises y piel clara, y finalmente estos alcanzaron el norte y noroeste del continente europeo y apareció  la mutación en el gen MC1R, que produjo una especie de «repigmentación» sobre los humanos rubios, pero esta vez de otro tipo de melanina más clara y sensible a los cambios de luz, la feomelanina, que no broncea y cuya finalidad es la adaptación de los humanos a las zonas más septentrionales y con menos luz solar del planeta para producir más fácilmente vitamina D, siendo menos necesaria la exposición a la radiación solar, y evitar así morir de raquitismo, osteomalacia, o de otras enfermedades carenciales, apareciendo los primeros cabellos pelirrojos, ojos verdes y amarillos, y piel muy clara.

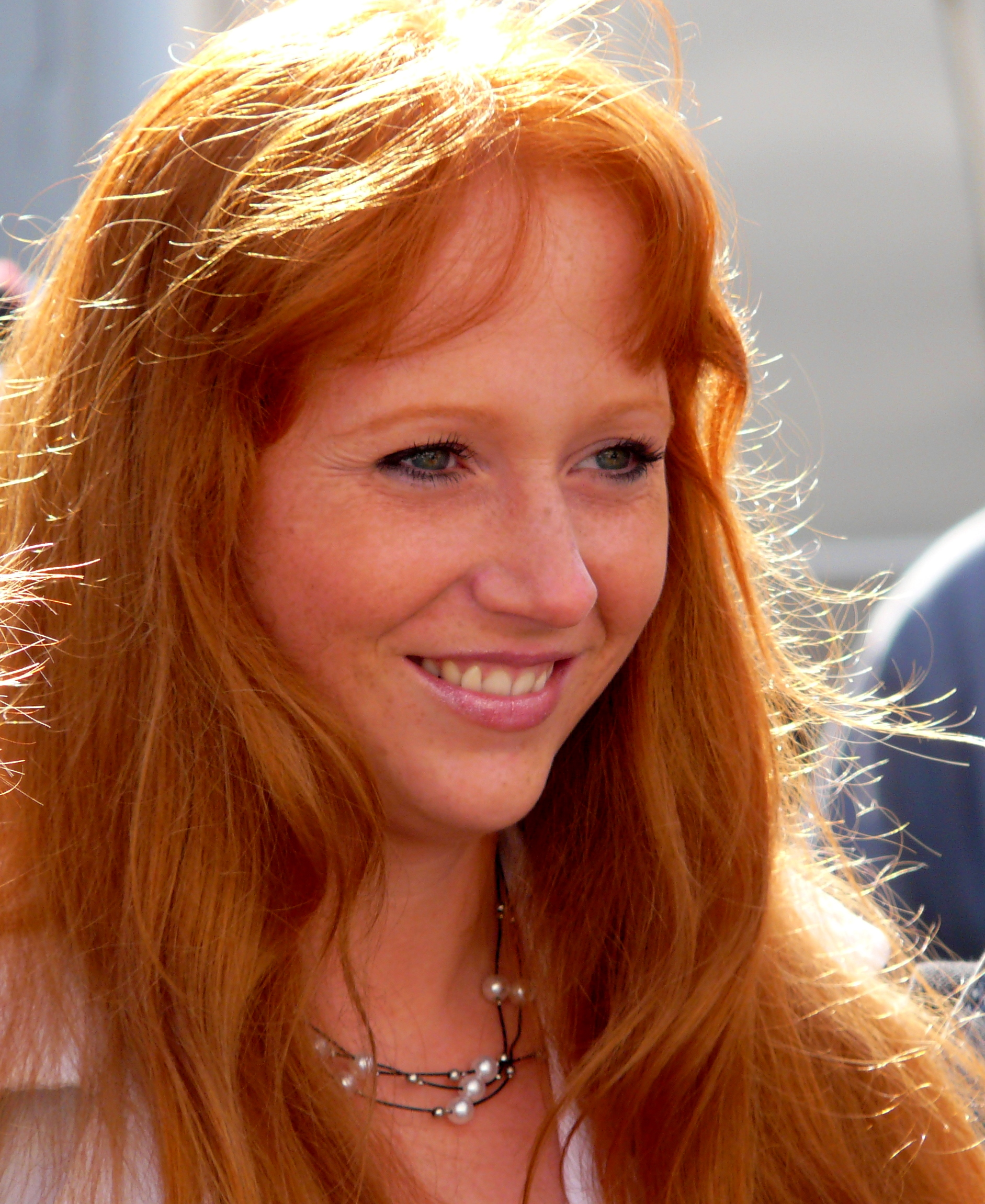
Chica alemana pelirroja en Breda, Países Bajos. Tono cobrizo

### Genética
La genética del cabello rojo parece estar asociada con el receptor de melanocortina-1 (MC1R), que se encuentra en el cromosoma 16. El ochenta por ciento de los pelirrojos tienen una variante del gen MC1R. Los estudios genéticos de gemelos dicigóticos (fraternos) indican que el gen MC1R no es el único responsable del fenotipo pelirrojo; existen genes modificadores no identificados, lo que hace que la variación en el gen MC1R sea necesaria, pero no suficiente, para la producción de cabello rojo.
Se muestra que los alelos Arg151Cys, Arg160Trp, Asp294His y Arg142His en MC1R son recesivos para el fenotipo pelirrojo. El gen HCL2 (también llamado RHC o RHA) en el cromosoma 4 también puede estar relacionado con el cabello rojo. Hay al menos 8 diferencias genéticas asociadas con el color del cabello rojo.

#### Dimorfismo
Según un estudio de gemelos, las mujeres tienen más probabilidades que los hombres de tener el pelo rojo incluso cuando el genotipo es el mismo.

## Discriminación o estigma

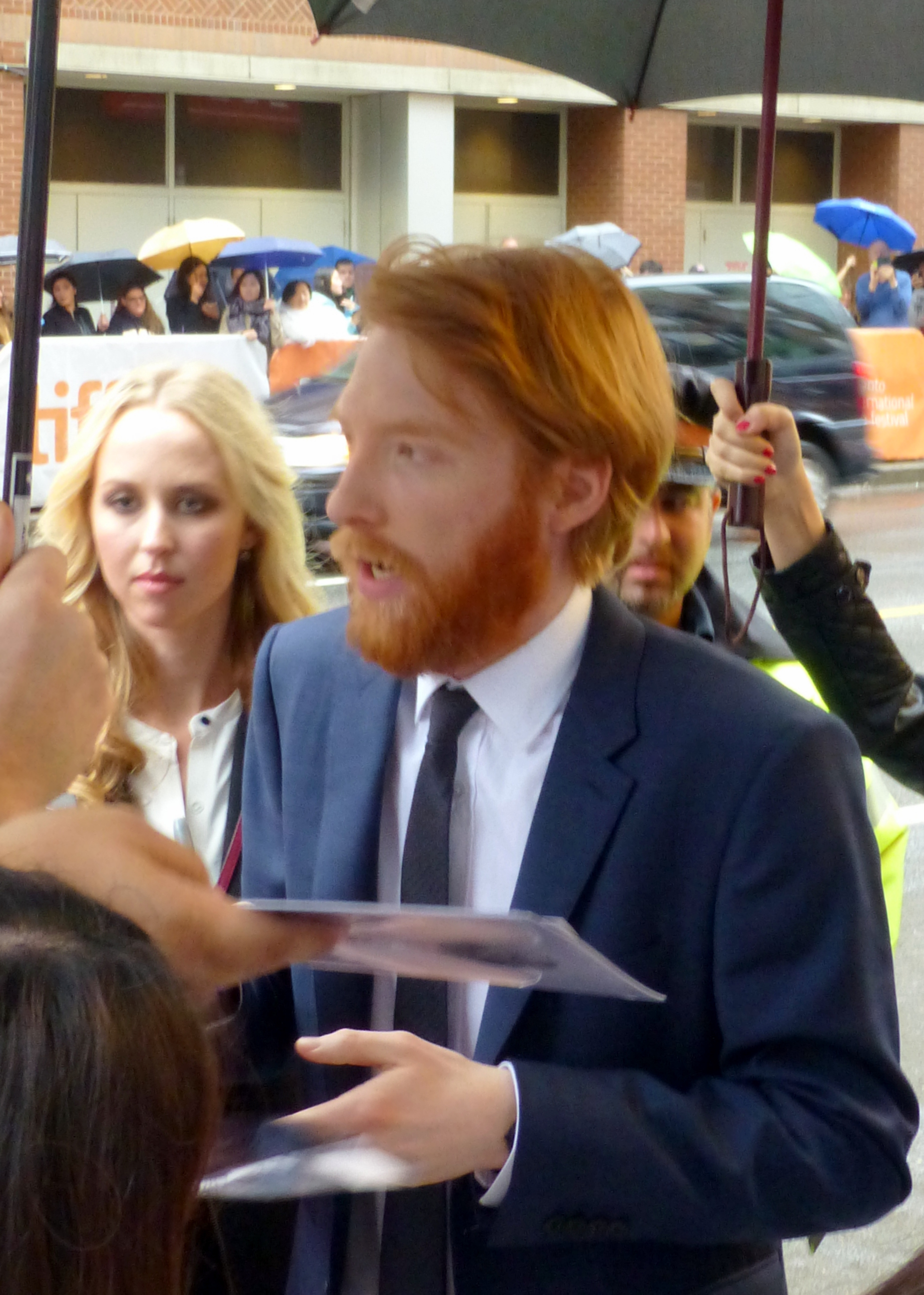
Domhnall Gleeson. Tono rubio fresa

A menudo, es frecuente que personas con el cabello pelirrojo experimenten cierto tipo de discriminación u hostilidad por parte de muchas personas, incluso en el siglo XXI. Esto puede ser debido a las siguientes causas:
1. Al pertenecer a un grupo social que no conforma más del 1% de la población mundial siempre están más expuestos a ciertos tipos de tratos injustos o vejatorios. Por otra parte, algunas personas todavía siguen creyendo que ser pelirrojo es otra raza distinta (por lo que se genera una especie de ‘racismo’), pero no lo es, debido a que los padres no tienen por qué ser pelirrojos para tener hijos pelirrojos, pudiendo ser rubios y/o morenos, y a que la feomelanina no da coloración a la piel, solo al pelo y a los ojos, por lo que su tono de piel dependerá de la cantidad de eumelanina que presenten, siendo muy poca, al igual que una persona con el cabello rubio claro.
2. En Inglaterra u otros países gaélicos, a pesar de que una parte importante de la población tenga cabello rojizo, se les relaciona con los irlandeses y vikingos, los cuales, estuvieron en guerra e invadieron estas tierras, llevando a cabo saqueos, luchas y enfrentamientos, por lo que hay una especie de resentimiento que acentúa el problema. Por otra parte, en torno a los países mediterráneos, una superstición (supuestamente romana) plantea que los pelirrojos traen mala suerte, debido a que los principales enemigos de Roma eran mayoritariamente pelirrojos (como los celtas o los galos).
3. Parte de la religión cristiana relacionó equívocamente en la Edad Media el tener cabello anaranjado (el color del fuego) con el infierno, es decir, el mal, al no entender la causa de esta tonalidad de pelo. A partir de entonces se empezó a representar a todos los personajes «malvados» de la Biblia como pelirrojos en pinturas de cuadros, libros, historias, series de televisión, películas y demás, lo que contribuyó a perpetuar el estigma a lo largo de los años.
4. Como cualquier tipo de fobia o discriminación hacia un colectivo, su causa, mayormente, a día de hoy, reside en que durante nuestros primeros años de vida somos muy sentitivos con nuestro entorno, y somos educados a partir de películas, medios de comunicación, libros, etc, a respresentar a los personajes pelirrojos como malvados, graciosos/ridículos, raros o feos, supuestamente por una causa puramente superficial que es la de tener el pelo anaranjado relacionándolo inconscientemente con algo malo, debido a la tradición religiosa/cultural de los países occidentales, y, por otra parte, notamos el rechazo que hay hacia estas personas desde la infancia, por lo que, lo más probable es que se las siga discriminando llegada la vida adulta. En la actualidad, la mayoría de las personas sigue sin saber exactamente la causa y el origen del cabello pelirrojo, por lo que esto provoca una especie de aversión o miedo a lo desconocido, lo cual origina un sentimiento de odio o rechazo.
5. El color rojizo, debido a razones culturales, suele ser el color que más llama la atención, por lo que, este color de pelo es más probable que provoque reacciones muy opuestas entre la gente, llevándolo desde el asombro o admiración hasta el ridículo o rechazo.[71]

Curiosamente, a pesar de existir este tipo de rechazo más que evidente para alguien con esta coloración de cabello, la mayoría de la gente sigue pensando en que no hay una fobia a los pelirrojos, por lo que se convierte en un tipo de discriminación socialmente aceptada, al no estar estigmatizada dicha discriminación, pudiendo denigrarles cara a cara sin ser considerado algo serio y sin tener en cuenta cómo puede afectar a mucha gente, probablemente debida a que la mayoría de las personas no consideran que el color del pelo pueda ser motivo de odio o rechazo. Sin embargo, en países como Reino Unido, las personas pelirrojas es frecuente que en la infancia o adolescencia experimenten de manera injusta bullying o acoso escolar y en la vida adulta teman una agresión.

## Características complementarias
La mutación en el gen MC1R, la cual presentan la gran mayoría de pelirrojos y aproximadamente el 5 % de castaños y morenos (estos si se aclarasen el pelo les tendería a pelirrojo en vez de a rubio), provoca una serie de efectos en el organismo aparte del cabello pelirrojo y/o los ojos verdes o amarillos: 
1. Generalmente, esta va asociada a una pigmentación más clara de piel. Esto es debido, principalmente, a que los pelirrojos tienen muy poca eumelanina (la misma que una persona con el pelo rubio claro), que es la que permite que se broncee la piel, y presentan feomelanina, que normalmente irrita la piel tras la exposición continuada al Sol y no broncea.
2. Al presentar feomelanina, el pelo de los pelirrojos y los ojos verdes, amarillos y avellana suelen cambiar de color según la luz, puesto que este tipo de melanina es fotosensible. El color del cabello cambia dependiendo de la luz que reciba y del tono de pelirrojo, viéndose más arrubiado, más cobrizo, más beige (este color se obtiene porque la feomelanina, cuando no recibe luz, se ‘apaga’ y adquiere un color blanco, que al combinarse con el tono amarillento del rubio claro, se forma esta coloración, abarcando tonalidades del color crema o beige claro, pasando por el color latón o amarillo dorado y el color arena, al color bronce o marrón claro dorado), más acastañado (en los tonos oscuros), o incluso más anaranjado o más rojizo, intensificándose a la luz del Sol. Estos tres colores de ojos también cambian de color dependiendo del tono y la luz que reciba, al igual que el cabello pelirrojo, sobre el cual se explicó en la introducción. Los ojos avellana suelen oscilar entre un color verde oscuro, amarillento, o castaño claro. Los ojos amarillos pueden verse amarillos, amarillos verdosos, grisáceos o castaño claro dorado. Y los ojos verdes pueden verse en distintas tonalidades de verde (esmeralda, lima, menta, ...), más azulados, más amarillentos, o incluso más grises o violetas (este color se obtiene debido a que, cuando la feomelanina se apaga se vuelve de color blanco, y en el caso de los ojos, al mezclarse con el tono azul claro, se forma un color violeta-grisáceo, abarcando tonalidades desde un blanco grisáceo, pasando por un tono violeta o gris claro, hasta un gris oscuro).
3. En el caso de que un pelirrojo o un moreno/castaño con feomelanina se quiera teñir el pelo a rubio lo tiene más difícil porque al presentar dicha melanina, siempre le va a quedar algo pelirrojo, al cambiar de color con la luz del Sol. Al contrario, sin embargo, un rubio o un moreno/castaño que no tenga el gen MC1R, no podría tenerlo pelirrojo, porque sería un color uniforme según la luz. Si se quiere oscurecer a castaño/moreno, tanto un rubio como un pelirrojo no tienen problemas porque se esconde el pigmento.
4. Se puede corresponder a cada tono de pelirrojo un color de ojos con las mismas cantidad y concentración de los dos tipos de melanina que en el cabello, en el mismo orden, de claro a oscuro, serían: ojos verdes muy claros (pelirrojo rosado), ojos verdes turquesa, azulados o grisáceos (rubio fresa), ojos verdes esmeralda y lima (jengibre), ojos verdes oscuros (cobrizo), ojos amarillos (tiziano) y ojos avellana (castaño claro rojizo).
5. Las personas con dicho gen suelen presentar mayor sensibilidad térmica, es decir, sienten antes los cambios de temperatura. Sin embargo, esto les permite adaptarse antes y tolerar mejor el frío o el calor.Actor Ewan McGregor en el estreno de Lo Imposible.

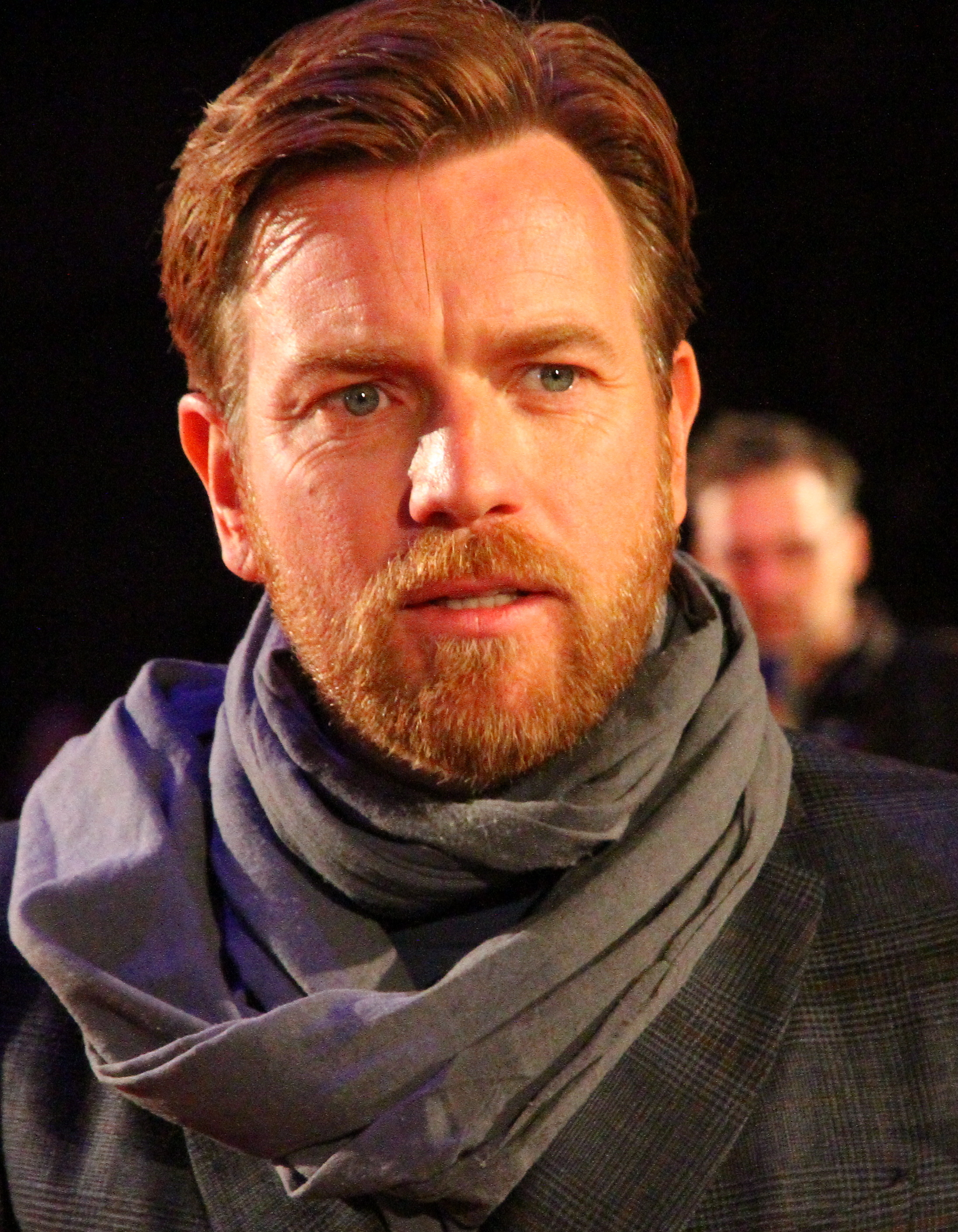
Actor Ewan McGregor en el estreno de Lo Imposible.

6. Suele haber una predisposición a tener pecas, sin embargo, no es un rasgo necesariamente unido a ser pelirrojo, de manera que no todos las presentan.
7. Suelen presentar mayor sensibilidad al dolor, por lo que podrían necesitar más anestesia en las intervenciones quirúrgicas, por otra parte, suelen ser más sensibles a los analgésicos, porque esta mutación tiene la capacidad también de imitar la producción de endorfinas en el cerebro, cuya función es proporcionar alivio para el dolor. Como resultado, una persona que presente dicho gen debe tomar dosis más pequeñas de estos medicamentos para alcanzar el mismo nivel de tolerancia al dolor que los demás.
8. Debido a la presencia de feomelanina, estos pueden producir la vitamina D más fácilmente, haciendo menos necesaria la exposición al Sol, y permitiéndoles sobrevivir en zonas muy septentrionales con muy poca luz solar, y evitar así morir de raquitismo.
9. Las personas con el cabello rojizo tienen más riesgo de sufrir melanomas, un tipo de cáncer debido a la exposición agresiva del Sol, pero menos probabilidades de desarrollar cáncer de próstata, en el caso de los hombres, de tener osteoporosis y artrosis de los huesos o de sufrir determinadas enfermedades cardíacas debido a la mayor producción de vitamina D.
10. Suelen tener menor sensibilidad a las descargas eléctricas, por lo que soportan mejor el dolor, sin embargo, no se encuentran estudios que demuestren que su piel sea menos conductora o de mayor resistencia.Sadie Sink. Tono castaño claro rojizo

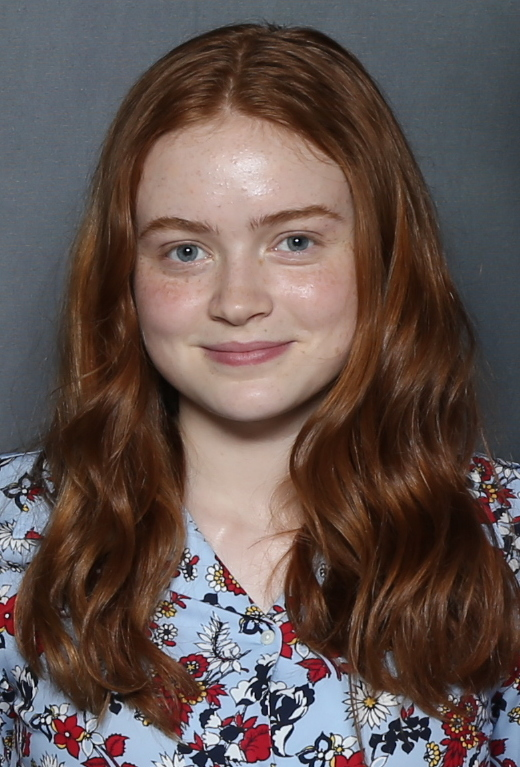
Sadie Sink. Tono castaño claro rojizo

11. A los pelirrojos no se les pone el pelo gris canoso con la edad, sino que primero se les va poniendo rubio rosado, y, finalmente, con una edad muy avanzada, lo terminan teniendo completamente blanco, debido a que el pigmento es más resistente.
12. Se les ha asociado características de la personalidad debido a su color de pelo, como que son temperamentales, pero esto es completamente falso, ya que la forma de ser de las personas no está relacionada con el color de pelo.
13. Como es un rasgo recesivo, al igual que los rubios, se necesita que ambos progenitores tengan el gen MC1R, además del gen responsable del cabello rubio, en forma de portadores (tienen el gen pero no lo expresan) o fenotípicamente, es decir, que 1 de ellos o los 2 sean o hayan sido pelirrojos.
14. A menudo se ven hombres que presentan la barba pelirroja y el cabello castaño o castaño claro. Anteriormente, se pensaba que era debido a haber heredado 1 solo alelo (en lugar de 2) para la producción de ambos tipos de feomelanina, sin embargo, esto es falso. La verdadera razón se debe a que, en ocasiones, se suele tener la barba ligeramente más clara que el cabello, por lo tanto, las personas con esta particularidad fueron pelirrojos de pequeños o son castaños con feomelanina (algunos, otros tienen cabello y barba castaños), que tienen la barba ligeramente más clara, y que, en lugar de ser rubia, es pelirroja, mientras el cabello, al ser más oscuro (mayor cantidad de eumelanina), esconde la feomelanina. También es posible tener el cabello rubio y la barba pelirroja. Esta segunda característica se debe a algo parecido, y es que, en este caso, se produce poca feomelanina y algo más de eumelanina, lo cual produce un rubio medio o rubio oscuro que ‘camufla’ la feomelanina, y por lo tanto, prácticamente se ve rubio, y en cambio, en la barba, al ser ligeramente más clara (menos eumelanina) se mezcla con la feomelanina y resulta en una barba pelirroja. En estos casos es frecuente ser pelirrojo al nacer y que, al crecer, el cabello se oscurezca a un rubio oscuro, debido a la mayor producción de eumelanina, que acaba escondiendo el pigmento.
15. Existe la creencia de que las personas pelirrojas tienen más fácil encontrar pareja, puesto que el pelo rojizo, debido a causas culturales, provoca más excitación que cualquier otro color, ya que es un indicador de juventud y fertilidad.
16. Presentan el tipo de mutación sobre la pigmentación del pelo y/u ojos más reciente y de origen más ‘nórdico’ en la historia de las adaptaciones humanas al medio.
17. Es frecuente que la mayoría de la gente piense en que los pelirrojos no tienen eumelanina, y que la anulan produciendo, en lugar de ella, feomelanina, sin embargo, esto es falso, puesto que si no, serían albinos. Y esto, solo existe en el caso de que ambas condiciones coincidan, presentando albinismo y el pelo rojo (en dicha situación sería puramente rojo-rosado claro, ya que no se mezcla con nada de eumelanina). Lo único cierto es que las personas con el cabello rojizo producen predominantemente feomelanina, pero también eumelanina, aunque muy poca, comparable a alguien con el cabello rubio claro.
18. Las personas que presentan el gen MC1R suelen asimilar de forma mucho más eficiente la adrenalina, por lo que en situaciones de emergencia en las que haya que luchar o huir dichas personas tienen una mayor oportunidad de sobrevivir. Esto se puede explicar debido a la adaptación de los seres humanos al entorno del norte de Europa, en el cual el medio podía ser más duro u hostil hace miles de años.
19. Existen las personas pelirrojas de otras razas distintas de la caucásica, al igual que las rubias, sin embargo, es extremadamente raro de ver, y solo se presenta teniendo algún tipo de mestizaje con esta.
20. Generalmente, las personas con el gen MC1R (pelirrojos, castaños/morenos con feomelanina y portadores del gen) suelen envejecer mejor, ya que se ha descubierto que el gen responsable del cabello pelirrojo y piel clara es el mismo que el gen que retrasa el envejecimiento.
21. El cabello pelirrojo se ‘suaviza’ con la edad, debido a la mayor producción de eumelanina, siendo de un tono anaranjado más cercano al puramente rojo-rosado claro a una corta edad y luego, según se crece, se va haciendo más arrubiado o más acastañado, incluso volviéndose completamente castaño en algunos casos (siendo pelirrojo de pequeño y moreno de adulto). Siendo así, el tipo de cabello pelirrojo más difícil de encontrar es aquel que se acerque más al rojo-rosado claro puro (es decir, teniéndolo de base rubio platino más la respectiva producción de feomelanina),  pero nunca sin nada de eumelanina, salvo en el caso de presentar albinismo. De todos estos, el tono pelirrojo más difícil de encontrar es el rosado claro, siendo resultado de la producción de muy poca eumelanina más muy poca feomelanina, aunque es extremadamente raro verlo, únicamente presentándose en niños. Este último es el considerado color de pelo más extraño del mundo. A su vez, el color de ojos más raro sería la sombra más clara de ojos verdes.
22. Hay un grupo característico de personas que tienen la piel muy clara y, sin embargo, presentan el cabello castaño oscuro o negro, dándose principalmente, en Irlanda, pero también en el resto de países europeos y de población caucásica, conocido también como el moreno irlandés. Estas personas son la parte de castaños/morenos (5 % de ellos en el mundo; en países como Escocia suponen el 40 % de ellos) que tienen el gen MC1R, y que por lo tanto, producen feomelanina; sin embargo, no son pelirrojos, porque producen a su vez, cantidades moderadas de eumelanina (las mismas que alguien con el pelo rubio oscuro o castaño claro), y que al mezclarse con la feomelanina, resulta en un cabello oscuro. A su vez, es frecuente que estas personas presenten ojos verdes, puesto que suele estar relacionado.
23. Hay muchos personajes pelirrojos en películas y series de televisión. Los personajes con cabello pelirrojo son inusuales y excepcionales. Se encuentran en la literatura, el cine y los espectáculos animados, aportando una calidad especial a los cuentos. El cabello rojo puede representar una naturaleza enérgica, lo que distingue a estos personajes. Figuras conocidas como Anne Shirley y Ron Weasley son adoradas por su carácter distintivo. En las historias, la escasez de cabello pelirrojo suele añadir un aspecto intrigante, haciendo que los personajes sean memorables y atractivos para el público.